# Homoporus semiluteus
Homoporus semiluteus is een vliesvleugelig insect uit de familie Pteromalidae. De wetenschappelijke naam is voor het eerst geldig gepubliceerd in 1872 door Walker.